# Шога, Гронья
Гронья Шога (ирл. и англ. Gráinne Seoige; 5 ноября 1973 года) — ирландская журналистка, ведущая новостей, документального и развлекательного телевидения. Известный сторонник ирландского языка, единственная телевизионная личность, которая работала со всеми четырьмя ирландскими телевизионными станциями — TG4, TV3, RTÉ One и RTÉ2 — и читала вступительные информационные бюллетени на трех отдельных каналах — TG4, TV3 и Sky News Ирландия.

## Ранние годы
Шога родилась в Мейо. Её родители Фил и Мэртин Шога. Есть сестра Сайл, которая также является телеведущей. Она выросла в Голуэй и посещала «Монастырь Милосердия» до своего обучения в Ирландском национальном университете в Голуэй (UCG). Получила степень бакалавра по английскому языку, социологии и политологии. Затем она получила ученую степень по прикладным коммуникациям для телевидения и радио на ирландском языке, в том же UCG.

## Радиовещательная карьера

### TG4 / ТВ3
Она начала свою карьеру радиовещания в Хэллоуин, 31 октября 1996 года, с запуском Teilif’s na Gaeilge (сейчас TG4), перед новостной лентой с Джиллиан Ни Чиллейн в 10 вечера. Она оставалась на TG4 до 1998 года, пока её не попросили стать ведущей в независимой телекомпании TV3. Она представляла телепрограммы на TV3, такие как 5:30pm News (также известные как First Edition) и 6:30pm News с Аланом Кантвеллом . Также вела программу News Tonight, в качестве продюсера, редактора и ведущего новостей. Она также время от времени представляла Ирландскую утреннюю программу " Ирландия AM " . Шога была в эфире, когда произошла террористическая атака 11 сентября, и провела одна более 7 часов прямых эфиров новостей в этот день.

### Sky News
Её переманили в Sky News Ireland, где она представляла свои новостные сводки с 10 мая 2004 года. Она представляла новостные сводки в центральном офисе Sky News к каждой программе новостей с 12:00 ночи до 12:00 дня.

### RTÉ
Шога присоединилась к главной национальной телекомпании Ирландии, RTÉ, в 2006 году. С 2006 по 2009 год она вместе со своей сестрой Сайл представляла дневное чат-шоу Seoige (также известное как Seoige and O’Shea), а с 2011 по 2016 она выступала соавтором сериала Crimecall . Другие важные роли для неё в RTÉ включали в себя организацию премии «People of the Year Awards» (2008), роль соведущей «Up for the Match sport specials» (2008), вела «The All Ireland Talent Show» (2009—2011) и спорт-викторину, Put 'Em Under Pressure.
Шога также являлся автором документального сериала для RTÉ «Gráinne Seoige’s Modern Life» (2011) и « Great Irish Journeys», в которых исследовалась Ирландия во время Великого голода . Свободно говорящая по-ирландски, Шога часто появляется в программе " Tell Me a Story " на вспомогательном детском канале RTÉjr, в которой она рассказывает истории на ирландском языке.

### ITV
В течение 2010 года Шога регулярно появлялась на британском телеканале ITV, выступая в качестве ведущего утренней программы GMTV и редактора утренней программы на ITV Daybreak. Она освещала как национальные, так и международные новости.

### BBC One
В 2011 году она появилась в шоу BBC One «That’s Britain» освещались такие проблемы, как переполненность поездов и цены за электроэнергию.

## Личная жизнь
У Шоги есть сын, Коналл, который родился, когда ей было 20 лет. В 2002 она вышла замуж за бывшего коллегу по TV3 Стивена Куллинана; они развелись в 2010 году. Шога была удостоена награды NUI Galway в 2007 году в номинации «За заслуги перед ирландским языком».
Шога объявила о своей помолвке с южноафриканским бизнесменом и бывшим тренером по регби Леоном Джордааном в 2014 году. В 2016 году Шога переехала в Преторию, Южная Африка, и основала бизнес по продаже алмазов на заказ. Шога и Джордаан поженились в декабре 2019 года.